# Tillandsia zaratensis
Tillandsia zaratensis är en gräsväxtart som beskrevs av Wilhelm Weber. Tillandsia zaratensis ingår i släktet Tillandsia och familjen Bromeliaceae. Inga underarter finns listade i Catalogue of Life.